# Pavlina Nola
Pour les articles homonymes, voir Nola.
Pavlina Stoyanova Nola (née le 14 juillet 1974 à Varna) est une joueuse de tennis bulgare puis néo-zélandaise, professionnelle du milieu des années 1990 à 2002.
Elle a gagné un tournoi WTA en double au cours de sa carrière.

## Palmarès

### Titre en simple dames
Aucun

### Finale en simple dames
| No | Date       | Nom et lieu du tournoi            | Catégorie | Dotation  | Surface      | Vainqueure       | Score    |          |
| -- | ---------- | --------------------------------- | --------- | --------- | ------------ | ---------------- | -------- | -------- |
| 1  | 10/07/2000 | Internazionali Femminili, Palerme | Tier IVb  | 110 000 $ | Terre (ext.) | Henrieta Nagyová | 6-3, 7-5 | Parcours |

### Titre en double dames
| No | Date       | Nom et lieu du tournoi        | Catégorie | Dotation  | Surface      | Partenaire   | Finalistes                    | Score    |          |
| -- | ---------- | ----------------------------- | --------- | --------- | ------------ | ------------ | ----------------------------- | -------- | -------- |
| 1  | 13/07/1998 | Torneo Internazionale Palerme | Tier IV   | 107 500 $ | Terre (ext.) | Elena Wagner | Barbara Schett Patty Schnyder | 6-4, 6-2 | Parcours |

### Finale en double dames
Aucune

## Parcours en Grand Chelem

### En simple dames
| Année | Open d'Australie | Open d'Australie  | Internationaux de France | Internationaux de France | Wimbledon       | Wimbledon      | US Open         | US Open             |
| ----- | ---------------- | ----------------- | ------------------------ | ------------------------ | --------------- | -------------- | --------------- | ------------------- |
| 1997  | -                | -                 | -                        | -                        | -               | -              | 1er tour (1/64) | Magdalena Maleeva   |
| 1998  | -                | -                 | 1er tour (1/64)          | Iva Majoli               | 1er tour (1/64) | Barbara Schett | 2e tour (1/32)  | Serena Williams     |
| 1999  | 1er tour (1/64)  | Jana Nejedly      | 1er tour (1/64)          | A. Serra Zanetti         | 1er tour (1/64) | Laura Golarsa  | 1er tour (1/64) | Li Fang             |
| 2000  | 1er tour (1/64)  | Elena Likhovtseva | 1er tour (1/64)          | Arantxa Sánchez          | -               | -              | 2e tour (1/32)  | Meghann Shaughnessy |
| 2001  | 1er tour (1/64)  | Sabine Appelmans  | 1er tour (1/64)          | Eva Bes-Ostariz          | 1er tour (1/64) | Maureen Drake  | 1er tour (1/64) | Kim Clijsters       |
| 2002  | 1er tour (1/64)  | Janette Husárová  | -                        | -                        | -               | -              | -               | -                   |

À droite du résultat, l’ultime adversaire.

### En double dames
| Année | Open d'Australie            | Open d'Australie        | Internationaux de France      | Internationaux de France | Wimbledon                     | Wimbledon                 | US Open                       | US Open                |
| ----- | --------------------------- | ----------------------- | ----------------------------- | ------------------------ | ----------------------------- | ------------------------- | ----------------------------- | ---------------------- |
| 1997  | -                           | -                       | -                             | -                        | -                             | -                         | 1er tour (1/32) L. Richterová | W. Probst Ai Sugiyama  |
| 1998  | 2e tour (1/16) S. Asagoe    | N. Kijimuta Nana Miyagi | 1er tour (1/32) Kirstin Freye | Julie Halard S. Testud   | 1er tour (1/32) N. van Lottum | Meike Babel W. Probst     | 1er tour (1/32) Elena Wagner  | M. Hingis Jana Novotná |
| 1999  | 1er tour (1/32) Lindsay Lee | Likhovtseva Ai Sugiyama | 1er tour (1/32) Kirstin Freye | A. Fusai N. Tauziat      | 1er tour (1/32) B. Stewart    | Amy Frazier K. Schlukebir | -                             | -                      |

Sous le résultat, la partenaire ; à droite, l’ultime équipe adverse.

## Parcours en Fed Cup
| #                                                                       | Date       | Lieu         | Surface      | Gagnante(s)                      | Perdante(s)                       | Score          |          |
|                                                                         |            |              |              |                                  |                                   |                |          |
| 1995 - Barrage (groupe mondial I) - Afrique du Sud - Bulgarie - 5 : 0   |            |              |              |                                  |                                   |                |          |
| 1                                                                       | 22/07/1995 | Bloemfontein | Dur (ext.)   | Amanda Coetzer                   | Pavlina Nola                      | 6-0, 6-1       | Parcours |
| 1                                                                       | 22/07/1995 | Bloemfontein | Dur (ext.)   | Joannette Kruger                 | Pavlina Nola                      | 6-3, 6-1       | Parcours |
|                                                                         |            |              |              |                                  |                                   |                |          |
| 1996 - 1/4 de finale (groupe mondial II) - Bulgarie - Slovaquie - 0 : 5 |            |              |              |                                  |                                   |                |          |
| 2                                                                       | 27/04/1996 | Plovdiv      | Terre (ext.) | Henrieta Nagyová Radka Zrubáková | Antoaneta Pandjerova Pavlina Nola | 5-7, 6-3, 6-1  | Parcours |
|                                                                         |            |              |              |                                  |                                   |                |          |
| 1996 - Barrage (groupe mondial II) - Bulgarie - Corée du Sud - 1 : 4    |            |              |              |                                  |                                   |                |          |
| 3                                                                       | 13/07/1996 | Plovdiv      | Terre (ext.) | Pavlina Nola                     | Kim Eun-ha                        | 3-6, 6-0, 6-1  | Parcours |
| 3                                                                       | 13/07/1996 | Plovdiv      | Terre (ext.) | Park Sung-hee                    | Pavlina Nola                      | 6-3, 7-5       | Parcours |
| 3                                                                       | 13/07/1996 | Plovdiv      | Terre (ext.) | Choi Ju-yeon Choi Young-ja       | Teodora Nedeva Pavlina Nola       | 6-4, 4-6, 7-63 | Parcours |

## Classements WTA en fin de saison

### En simple
| Année | 1994 | 1995 | 1996 | 1997 | 1998 | 1999 | 2000 | 2001 | 2002 |
| Rang  | 509  | 367  | 285  | 119  | 93   | 118  | 82   | 134  | 320  |

Source : (en) « Classements de Pavlina Nola », sur le site officiel du WTA Tour

### En double
| Année | 1994 | 1995 | 1996 | 1997 | 1998 | 1999 | 2000 | 2001 |
| Rang  | 599  | 241  | 442  | 139  | 93   | 221  | 252  | 365  |

Source : (en) « Classements de Pavlina Nola », sur le site officiel du WTA Tour